# Haworthia koelmaniorum
Haworthia koelmaniorum ist eine Pflanzenart der Gattung Haworthia in der Unterfamilie der Affodillgewächse (Asphodeloideae).

## Beschreibung
Haworthia koelmaniorum wächst stammlos und langsam sprossend. Die 14 bis 20 eiförmigen, etwas zurückgebogenen Laubblätter bilden eine Rosette mit einem Durchmesser von 5 bis 7 Zentimeter. Die dunkel bräunlichgrüne, opake Blattspreite ist 7 Zentimeter lang und 2 Zentimeter breit. Die Blattoberfläche ist rau. Auf ihr befinden sich kleine erhabene Warzen. Der Blattrand und der Blattkiel sind mit kleinen Dornen besetzt.
Der schlanke Blütenstand erreicht eine Länge von bis zu 35 Zentimeter und besteht aus 10 bis 15 schlanken Blüten. Die Perigonblätter sind zurückgerollt.

## Systematik und Verbreitung
Haworthia koelmaniorum ist in der südafrikanischen Provinz Mpumalanga verbreitet.
Die Erstbeschreibung durch Anna Amelia Obermeyer und David Spencer Hardy wurde 1967 veröffentlicht.
Ein nomenklatorisches Synonyme ist Haworthia limifolia subsp. koelmaniorum (Oberm. & D.S.Hardy) Halda (1997).
Es werden folgende Varietäten unterschieden:
- Haworthia koelmaniorum var. koelmaniorum
- Haworthia koelmaniorum var. mcmurtryi (C.L.Scott) M.B.Bayer

## Nachweise